# Chef de l'opposition parlementaire (Afrique du Sud)
Pour les articles homonymes, voir Chef de l'opposition.
Le chef de l'opposition parlementaire (Leader of the opposition) est le titre conféré dans la chambre basse du Parlement d’Afrique du Sud au président du plus grand groupe parlementaire ne faisant pas partie de la majorité gouvernementale. De 1910 à 1994, la chambre concernée était la Chambre de l'Assemblée puis depuis 1994 l'Assemblée nationale. Il est le chef de l'opposition parlementaire et son porte-parole principal face au gouvernement. Il lui revient de rendre crédible son parti politique comme force de gouvernement alternatif envisageable. Jusqu'en 2007, le chef de l'opposition parlementaire était généralement le chef du principal parti d'opposition mais rien n'oblige constitutionnellement à ce que ce soit le cas. De 2007 à 2015, le chef national du principal parti d'opposition n'était pas le chef de son groupe parlementaire.
Depuis le 25 juin 2024, le chef de l'opposition à l'Assemblée nationale est John Hlophe (uMkhonto we Sizwe). 
Il est arrivé que le poste soit officiellement vacant mais uniquement quand le plus important parti d'opposition ne détenait pas au moins 10 sièges de parlementaire ou si l'opposition était trop éparse entre divers mouvements politiques d'importances équivalentes. Ce fut le cas notamment entre la formation de la coalition du gouvernement Hertzog en 1933 et la scission opérée au sein du parti national en 1934. Ce fut encore le cas de 1994 à 1996 quand l'Afrique du Sud fut gouverné par un gouvernement d'unité nationale. De facto, le rôle était cependant rempli par le chef du parti d'opposition le plus important, même si celui-ci ne comptait que quelques députés. 
La première définition juridique du chef de l'opposition parlementaire a été donnée par l'article 56 du South Africa Act en 1909, modifié par l'article 1 (b) de l'amendement Act de 1946.

## Liste des chefs de l'opposition parlementaire en Afrique du Sud
| Nom | Nom                         | Nom | Affiliation politique                           | Durée                             |
| --- | --------------------------- | --- | ----------------------------------------------- | --------------------------------- |
| 1   | Leander Starr Jameson       |     | Parti unioniste                                 | 1910 - 1912                       |
| 2   | Sir Thomas William Smartt   |     | Parti unioniste                                 | 1912 - 1920                       |
| 3   | James B. Hertzog            |     | Parti national                                  | 1920-1924                         |
| 4   | Jan Smuts                   |     | Parti sud-africain                              | 1924 - 1933                       |
|     | Walter Madeley (de facto)   |     | parti travailliste                              | 1933-1934                         |
| 5   | Daniel François Malan       |     | Parti national purifié                          | 1934-1940                         |
| 6   | James B. Hertzog            |     | Parti national réunifié                         | 1940                              |
| 7   | Daniel François Malan       |     | Parti national réunifié                         | 1940-1948                         |
| 8   | Jan Smuts                   |     | Parti uni                                       | 1948 - 1950                       |
| 9   | Jacobus Gideon Nel Strauss  |     | Parti uni                                       | 1950 - 1956                       |
| 10  | Sir de Villiers Graaff      |     | Parti uni                                       | 1956-1977                         |
| 11  | Radclyffe Cadman            |     | Nouvelle République                             | 1977                              |
| 12  | Colin Wells Eglin           |     | Parti progressiste fédéral                      | 1977-1979                         |
| 13  | Frederik van Zyl Slabbert   |     | Parti progressiste fédéral                      | 1979-1986                         |
| 14  | Colin Wells Eglin           |     | Parti progressiste fédéral                      | 1986-1987                         |
| 15  | Andries Treurnicht          |     | Parti conservateur                              | 1987-1993                         |
| 16  | Ferdinand Hartzenberg       |     | Parti conservateur                              | 1993-1994                         |
|     | Constand Viljoen (de facto) |     | Front de la liberté                             | 1994-1996                         |
| 17  | Frederik de Klerk           |     | Parti national                                  | 1996-1997                         |
| 18  | Marthinus van Schalkwyk     |     | Nouveau Parti national                          | 1997-1999                         |
| 19  | Tony Leon                   |     | Parti Démocratique/Alliance démocratique (2000) | 1999-2007                         |
| 20  | Sandra Botha                |     | Alliance démocratique                           | 2007-2009                         |
| 21  | Athol Trollip               |     | Alliance démocratique                           | 2009-2011                         |
| 22  | Lindiwe Mazibuko            |     | Alliance démocratique                           | 28 octobre 2011 - 21 mai 2014     |
| 23  | Mmusi Maimane               |     | Alliance démocratique                           | 29 mai 2014 - 24 octobre 2019     |
|     | Annelie Lotriet (interim)   |     | Alliance démocratique                           | 24 octobre 2019 - 27 octobre 2019 |
| 24  | John Steenhuisen            |     | Alliance démocratique                           | 27 octobre 2019 - 2024            |
| 25  | John Hlophe                 |     | uMkhonto we Sizwe                               | juin 2024–                        |

|}